# 大橋利左衛門
大橋利左衛門 (おおはしりざえもん 1853年12月25日 - 1888年1月2日) は植林家・政治家。

## 来歴
嘉永5年12月25日に近江国犬上郡（後の日夏村、現・滋賀県彦根市日夏町）に生まれる。1878年に日夏村の戸長となり、1881年には県会議員も務めた。1887年には日夏村から東海道本線が開通していた河瀬村南川瀬の区間に日夏街道を開通させるなど地域の交通面の整備を手がけた。

## 荒神山の環境保全

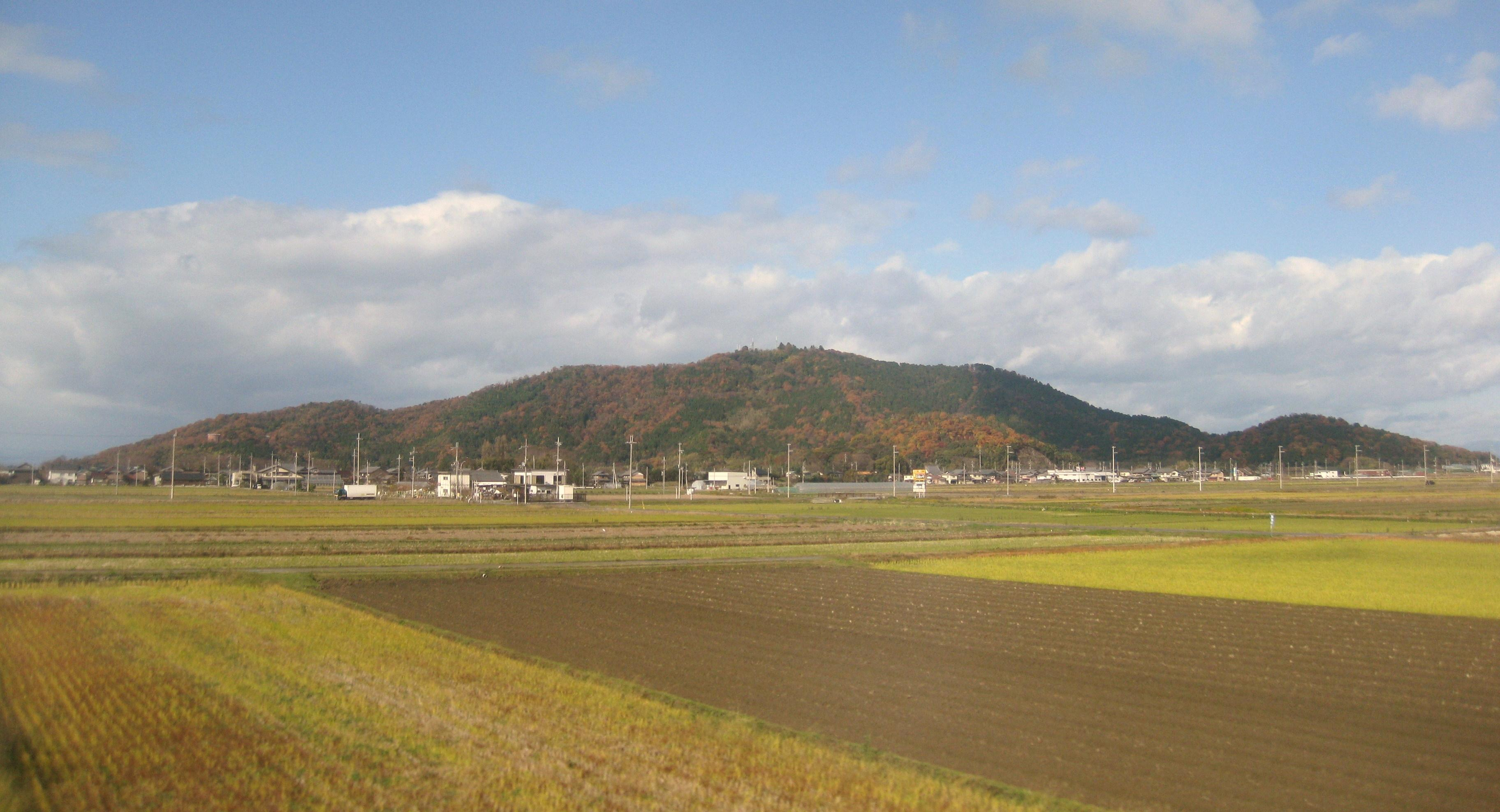
東海道本線（琵琶湖線）車窓から展望した荒神山

1872年当時の日夏村民たちは生活苦のために、荒神山の樹木を伐採し売却して生計を維持していた。乱伐のために荒神山はわずかな年月の間にはげ山となり治水機能が低下して土砂崩れがしばしば発生していた。このことを懸念した大橋利左衛門は「はげ山になった荒神山を昔の緑豊かな山にもどし、村人を災害から救わなくてはいけない。」と考え、村民たちを集めて「荒神山に植林しよう!」と呼びかけた。「そんな金などない。」「毎日、植林作業をしたら生活が成り立たない。」と反対する村民もかなりいた。しかし、利左衛門は村中の家を訪問し、アカマツの植林作業の協力を求めていった。荒神山の樹木を伐採しないことや山の巡回役なども当番制で担当することも提案した。年中休まずに山林を巡回し植林する利左衛門の行動に村民たちは段々と理解を示し、村中が利左衛門に協力するようになった。利左衛門は荒神山の植林の他に、宇曽川の治水の仕事も行なった。このことから日本における『木を植えた男』と称される人物となった。利左衛門の死去から74年後の1962年に日夏村は荒神山を緑の山に戻した利左衛門の功績を称えて、宇曽川にある天神橋のたもとに石碑を築いた。